# Kirche Stemmen

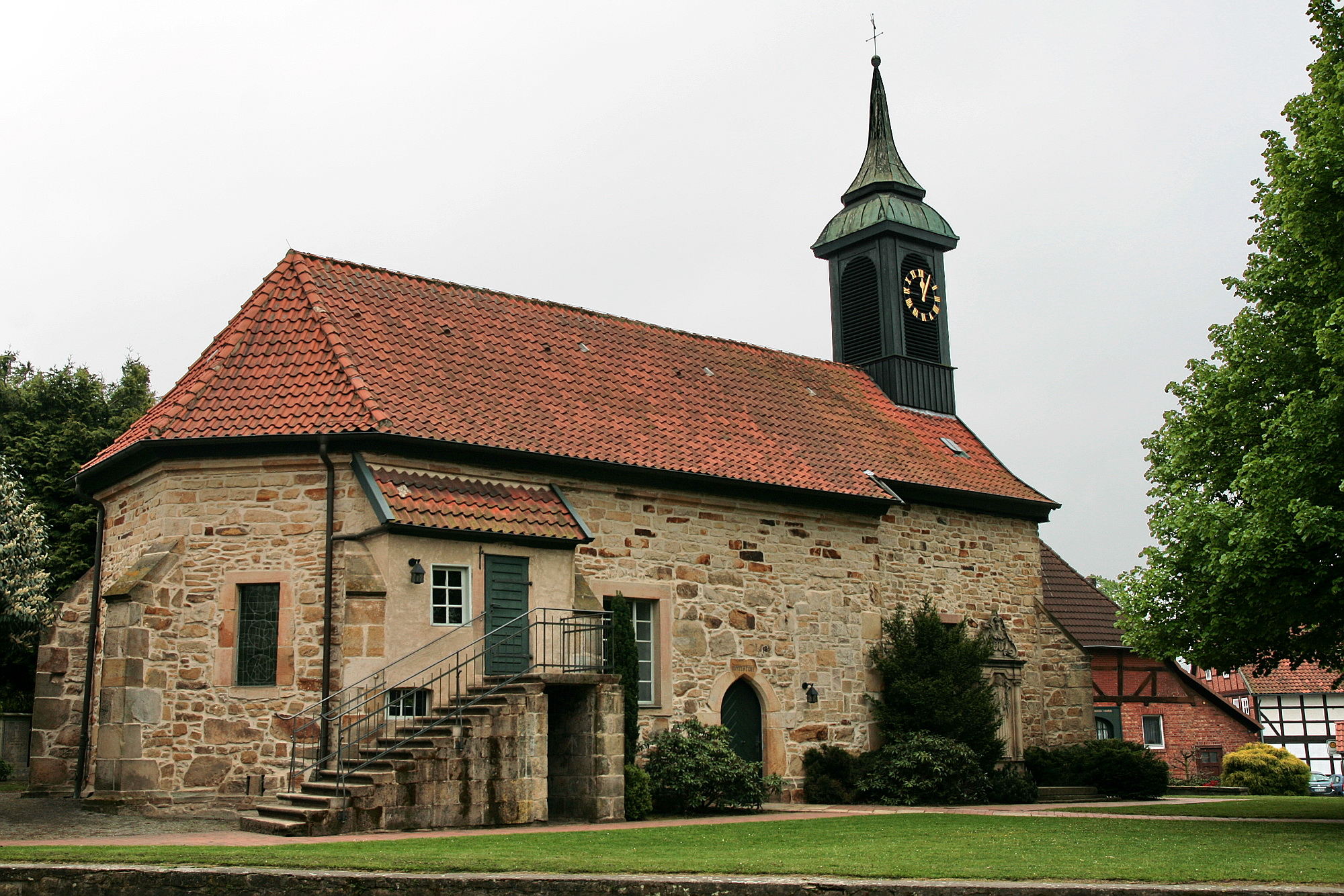
Kirche Stemmen

Die evangelisch-lutherische denkmalgeschützte Kirche Stemmen steht in Stemmen, einem Ortsteil der Stadt Barsinghausen in der Region Hannover von Niedersachsen. Die Kirchengemeinde gehört zum Kirchenkreis Ronnenberg im Sprengel Hannover der Evangelisch-lutherischen Landeskirche Hannovers.

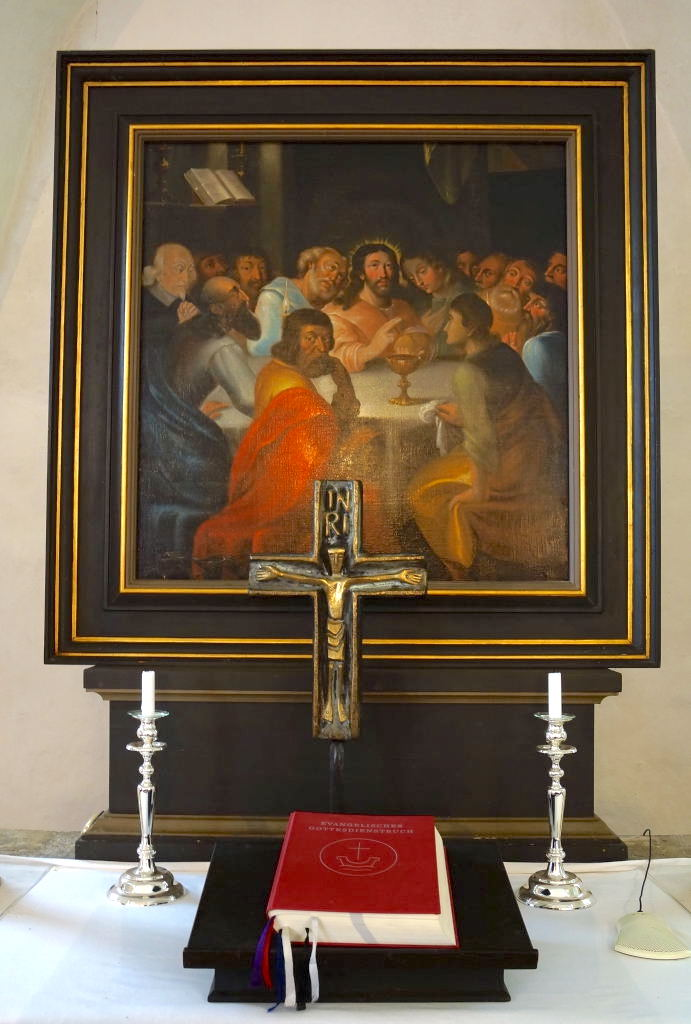
Altar der Kirche in Stemmen

## Beschreibung
Die unverputzte, spätgotische Saalkirche aus Bruchsteinen und Strebepfeilern wurde 1497 gebaut. Diese Jahreszahl befindet sich an der spitzbogigen Tür im Norden. Der Chor im Osten hat einen dreiseitigen Abschluss. An das ursprüngliche Langhaus schließt sich im Westen ein eingezogener Teil an, der nach 1652 angebaut wurde und aus dessen Satteldach sich ein Dachturm erhebt, der 1962 erneuert wurde. Die rechteckigen Fenster mit einfachen Gewänden wurden erst im 19. Jahrhundert eingebaut. Der Chor und die zwei östlichen Joche sind mit Kreuzgewölben überspannt, deren Gewölberippen auf einfachen Konsolen fußen. Das jüngere Westjoch ist gratig gewölbt.
Der Altar mit einem Bild des Abendmahls und dem Porträt des Stifters, der das Kirchenpatronat innehatte, ist frühestens in der Mitte des 17. Jahrhunderts entstanden. Die einfache Kanzel ist frühbarock. An der Außenwand befindet sich ein barockes Epitaph. Die 1847 vom Besitzer des Gutes Stemmen geschenkte Orgel hat sich nicht erhalten. Sie fand 1890 einen Ersatz durch ein Instrument mit acht Registern, verteilt auf zwei Manuale und ein Pedal, von Furtwängler & Hammer. 1960 versetzte Orgelbaumeister Lothar Wetzel die Orgel auf die Westempore.